# 量子ホール効果
量子ホール効果（りょうしホールこうか、英: quantum Hall effect）は、半導体‐絶縁体界面や半導体のヘテロ接合などで実現される、2次元電子系に対し強い磁場（強磁場）を印加すると、電子の軌道運動が量子化され、エネルギー準位が離散的な値に縮退し、ランダウ準位が形成される現象を指す。ランダウ準位の状態密度は実際の試料では不純物の影響によってある程度の広がりを持つ。この時、フェルミ準位の下の電子は、波動関数が空間的に局在するようになる。これをアンダーソン局在という。
そして絶対温度がゼロ度（T = 0 K）の時、この量子化された2次元電子系のホール伝導率の x - y 成分 σxy は、
{\displaystyle \sigma _{xy}=-n{\frac {e^{2}}{h}}}
となる。ここで、n は整数、e は電子の素電荷、h はプランク定数である。つまり、ホール伝導率が e2/h の整数倍になる。これを整数量子ホール効果と言う。

## 整数量子ホール効果
この現象は、1975年に安藤恒也らによる理論からの示唆があり、1980年、クラウス・フォン・クリッツィングらによって初めて実験的に観測された。RK = h/e2 をフォン・クリッツィング定数という。プランク定数(h)と電気素量(e)は2019年5月以降は定義定数であるのでフォン・クリッツィング定数には不確かさがなく、15桁の数値は25812.8074593045... Ωである。2018年CODATA推奨値は、25812.80745... Ω と10桁で表示している。
この整数量子ホール効果（量子化ホール抵抗を用いる）は、電気抵抗標準として決めたり、微細構造定数の決定に使われたりする。
整数量子ホール効果はトポロジカル物性への数理物理的なアプローチにおいても基本的な対象であり、e2/h の偶数倍だけでなく奇数倍が許されるのは、電子が数学的にはスピノルという、360 度回転ではもとに戻らず 720 度回転ではじめて元に戻るもので記述されることに加え、四次元スピン多様体の交叉形式が偶であるという数学的事実に関係していることが知られている。

## 分数量子ホール効果
近年の試料の品質の向上に伴い、種々のヘテロ接合などに於いて2次元電子系が実現されている。1979年に富士通の三村高志らによって高電子移動度トランジスタ(HEMT)が開発された。当時は作動原理は完全には解明されていなかったが、1982年、ダニエル・ツイ、ホルスト・ルートヴィヒ・シュテルマー、アーサー・ゴサードらはこの電子系に対して強い磁場（>10 T）を加え、1 K程度以下にまで冷却して電気抵抗率 ρxx, ρxy を測定したところ、従来の整数量子ホール効果で見られた、ホール抵抗率 ρxy が平坦な領域（以下これをプラトーとよぶ）のほかに、新たなプラトーを発見した。そこにおける抵抗率からホール伝導率 σxy を計算したところ、
{\displaystyle \sigma _{xy}=-{\frac {p}{q}}\cdot {\frac {e^{2}}{h}}}
を得た。ここで p, q は整数であり、q が3以上の奇数の場合（1/3, 2/3, 1/5, 2/5, 3/5, 2/7など）を分数量子ホール効果と名づけた。
整数量子ホール効果の原因は、不純物ポテンシャルによる電子の局在化であるが、分数量子ホール効果は電子間のクーロンポテンシャルが不純物ポテンシャルに打ち勝つ場合に起こる。このため、分数量子ホール効果が観測されるのは、試料は不純物を極力減らし、ヘテロ接合界面が良質の試料に限られる。
1998年にホルスト・ルートヴィヒ・シュテルマー、ダニエル・ツイと理論物理学者であるロバート・B・ラフリンにノーベル物理学賞が授与された。

## 数学との関わり

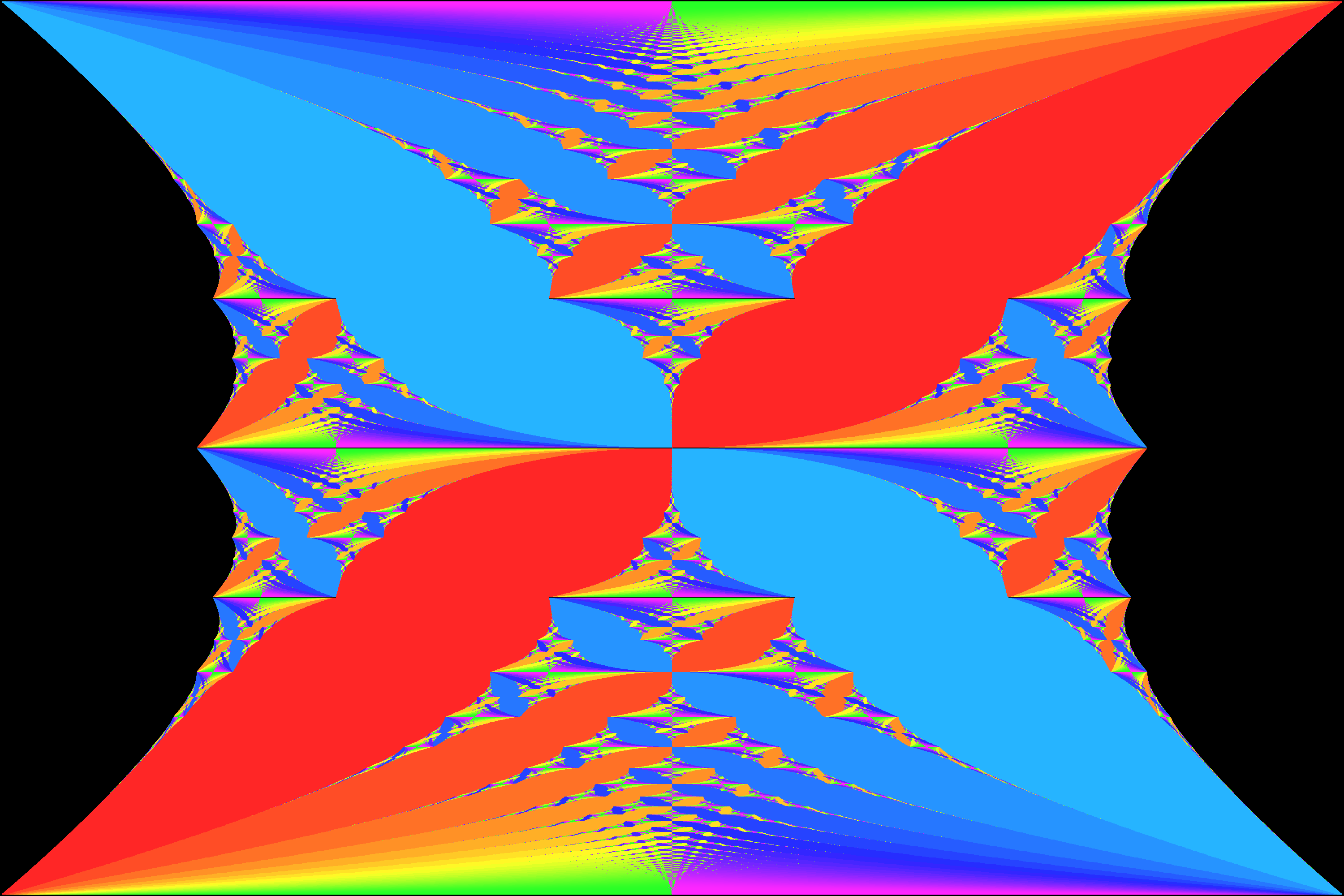
ホフスタッターの蝶

ホール効果に現れる整数は、トポロジカル量子数の一例である。この数は、数学において第一チャーン数として知られており、ベリー位相と密接な関係がある。これに関係して、アベル=ハーパー=ホフスタッタ・モデルは極めて面白い。このモデルの量子位相図は、ホフスタッターの蝶として表現される。縦軸は磁場の強さ、横軸は電子密度によって決まる化学ポテンシャルである。色は、整数ホール電導率を表現している。暖色は正の整数を示し、寒色は負の整数を示す。位相図はフラクタルであり、明白な自己相関性が観察できる。物理的なメカニズムとしては、不純物か局所的な系（例：エッジ電流）もしくはその両方が、整数量子ホール効果と分数量子ホール効果に重要な役割を果たしていると考えられる。加えて、クーロン相互作用も、分数量子ホール効果を考える上で重要である。分数量子ホール効果は、整数量子ホール効果はよく似た現象であり、偶数本の磁束量子と束縛状態を形作った複合フェルミオンと呼ばれる電子の性質によるものと説明できる。